# Гинцбург, Александр Ильич
Алекса́ндр Ильи́ч Ги́нцбург (1 марта 1907, Рогачёв, Могилёвская губерния — 10 марта 1972, Москва) — советский кинооператор и режиссёр. Заслуженный деятель искусств РСФСР (1969).

## Биография
Родился 16 февраля (1 марта) 1907 года в Рогачёве (ныне Гомельская область, Беларусь). Его отец работал по найму по лесному делу. Мать занималась домашним хозяйством. В 1924 году, по окончании 3-й трудовой школы второй ступени, уехал в Ленинград, где поступил на операторский факультет Ленинградского фотокинотехникума. Окончив его в 1927 году, был принят в штат кинофабрики «Совкино» (впоследствии — Ленфильм), в составе которой работал до 1941 года. Параллельно в 1934 году окончил Ленинградский электротехнический институт им. В. И. Ульянова (Ленина), получив специальность инженера-электрика.
В июне 1941 года был командирован в Монголию для съёмок фильма Его зовут Сухэ-Батор, откуда вернулся в октябре и заканчивал работу над картиной уже на Ташкентской киностудии. Там же снял фильм Два бойца (1943). В октябре 1943 года переведён на киностудию «Союздетфильм» (впоследствии — Киностудия имени М. Горького), где работал до ухода на пенсию в августе 1971 года. В 1951—1954 годах временно откомандировывался на киностудию Беларусьфильм.
Поставил по собственным сценариям фильмы «Однажды ночью» (1962, с Э. И. Файком), «Гиперболоид инженера Гарина» (1966, сценарий совместно c И. М. Маневичем).
Член Союза кинематографистов СССР с 30 октября 1957 года.
Урна с прахом захоронена в колумбарии Новодевичьего кладбища.

## Семья
- жена — Денисова Ксения Васильевна (1908—1975), актриса.
- дочери — Ирина (р. 1930) и Татьяна (р. 1939).

## Награды и достижения
- Орден «Знак Почёта» (1940)[4]
- заслуженный деятель искусств БССР (1955).
- заслуженный деятель искусств РСФСР (1969).
- орден Полярной звезды (1942, МНР, за операторскую работу в фильме «Его зовут Сухэ-Батор»).
- медали

## Фильмография

#### Оператор
1. 1928 — Два броневика  (совместно с Леонидом Патлисом) (Режиссёр-постановщик: С. А. Тимошенко)
2. 1928 — Третья молодость  (Режиссёр-постановщик: В. Г. Шмидтгоф)
3. 1929 — Больные нервы  (Режиссёр-постановщик: Н. И. Галкин)
4. 1929 — Транспорт огня  (Режиссёр-постановщик: А. Г. Иванов)
5. 1930 — Дочь святого  (Режиссёр-постановщик: О. Н. Фрелих)
6. 1930 — Заговор мёртвых  (совместно с Владимиром Данашевским) (Режиссёр-постановщик: С. А. Тимошенко)
7. 1930 — Сын страны  (совместно с Георгием Филатовым) (Режиссёр-постановщик: Эдуард Иогансон)
8. 1932 — Встречный  (совместно с Жозефом Мартовым, Владимиром Рапопортом) (Режиссёры-постановщики: Фридрих Эрмлер, Сергей Юткевич, соРежиссёр Лев Арнштам)
9. 1932 — Три солдата  (Режиссёр-постановщик: Александр Иванов)
10. 1934 — Женитьба Яна Кнукке  (совместно с Аркадием Кольцатым) (Режиссёр-постановщик: Александр Иванов)
11. 1935 — Крестьяне  (Режиссёр-постановщик: Фридрих Эрмлер)
12. 1938 — Комсомольск  (Режиссёр-постановщик: Сергей Герасимов)
13. 1939 — Друзья встречаются вновь  (Режиссёр-постановщик: Камиль Ярматов)
14. 1939 — Член правительства  (Режиссёры-постановщики: Александр Зархи, Иосиф Хейфиц)
15. 1940 — Шестьдесят дней  (совместно с Сергеем Ивановым) (Режиссёр-постановщик: Михаил Шапиро)
16. 1941 — Валерий Чкалов  (Режиссёр-постановщик: Михаил Калатозов)
17. 1942 — Его зовут Сухэ-Батор  (Режиссёры-постановщики: Александр Зархи, Иосиф Хейфиц)
18. 1943 — Два бойца  (Режиссёр-постановщик: Леонид Луков)
19. 1945 — Это было в Донбассе  (Режиссёр-постановщик: Леонид Луков)
20. 1947 — Рядовой Александр Матросов  (Режиссёр-постановщик: Леонид Луков)
21. 1949 — Константин Заслонов  (Режиссёры-постановщики: Александр Файнциммер, Владимир Корш-Саблин)
22. 1949 — У них есть Родина  (Режиссёры-постановщики: Владимир Легошин, Александр Файнциммер)
23. 1952 — Павлинка  (фильм-спектакль) (Режиссёр-постановщик: Александр Зархи)
24. 1953 — Поют жаворонки  (Режиссёры-постановщики: В. В. Корш-Саблин, К. Н. Санников)
25. 1954 — Кто смеётся последним  (Режиссёр-постановщик: В. В. Корш-Саблин)
26. 1960 — Хрустальный башмачок  (фильм-балет) (Режиссёры-постановщики: А. А. Роу, Р. В. Захаров)

#### Режиссёр
1. 1953 — Бай и батрак  (совместно с Л. А. Файзиевым)
2. 1959 — Однажды ночью  (совместно с Э. И. Файком)
3. 1965 — Гиперболоид инженера Гарина
4. 1927 — Поэт и царь  (Режиссёр-постановщик: В. Р. Гардин). Фильм восстановлен и озвучен музыкой на ЦКДЮФ имени М. Горького в 1968 году. Режиссёр восстановления.

#### Сценарист
1. 1959 — Однажды ночью  (Режиссёры-постановщики: Александр Гинцбург, Э. И. Файк)
2. 1960 — Хрустальный башмачок  (фильм-балет) (совместно с Р. В. Захаровым, А. А. Роу) (Режиссёры-постановщики: А. А. Роу, Р. В. Захаров)
3. 1965 — Гиперболоид инженера Гарина  (совместно с И. М. Маневичем. ) (Режиссёр-постановщик: Александр Гинцбург)